# Sun Jian
Sun Jian (chiń. upr. 孙坚; chiń. trad. 孫堅; pinyin Sūn Jiān; Wade-Giles Sun Chien; ur. ok. 155 w Fuyangu, zm. pod koniec 191 w pobliżu Xiangyangu) – chiński dowódca okresu Han, ojciec Sun Ce i Sun Quana.

## Pochodzenie, początki kariery i rodzina
Sun Jian urodził się ok. 155 roku w powiecie (xian) Fuchun (dzis. miasto Fuyang), w komanderii Wu w prowincji Yang. Był on bliźniakiem (jego bratu nadano imię Qiang). Nie znamy imienia osobistego jego matki, a imię osobiste jego ojca, Zhong, podaje jedynie anegdota zachowana w literackiej kompilacji z V wieku, a zatem źródło mało wiarygodne. Jego biografia w Kronice Trzech Królestw nie wymienia jakichkolwiek urzędów, które wcześniej miałaby sprawować jego rodzina. Wszystko to sugeruje, że ród Sun posiadał nader skromny status przed narodzinami Sun Jiana. Ta sama biografia wywodzi jego pochodzenie od słynnego Sun Wu, autora Sztuki wojennej Sun Zi, co jednak nie poddaje się weryfikacji. Niemniej rodzina Sun musiała zamieszkiwać w regionie od co najmniej kilku pokoleń, ponieważ posiadała swoje wydzielone miejsce pochówku na wschód od miasta nad rzeką Fuchun.
W wieku piętnastu lub szesnastu lat Sun Jian został niższym urzędnikiem w administracji powiatu, co mogło odpowiadać pozycji jego rodziny. Niedługo potem razem z ojcem udał się w podróż do Qiantang (dzis. Hangzhou), gdzie dowiedzieli się oni, że w pobliżu miasta założył obóz pirat Hu Yu, grabiący podróżnych. Według Kroniki Trzech Królestw wbrew zdaniu ojca Sun Jian zaatakował obóz piratów w pojedynkę, na ich oczach wykonując rękami gesty nakazujące rzekomym żołnierzom z jego prawej i lewej strony atak. Przekonani, że zostali zaatakowani przez cały oddział, piraci uciekli, z wyjątkiem jednego, którego Sun Jian doścignął i pozbawił głowy. Po tym wydarzeniu Sun Jian został mianowany tymczasowym (jia) komendantem (wei) powiatu. Określenie jia mogło oznaczać zarówno, że Sun Jian pełnił obowiązki faktycznego komendanta, jak i że był tylko jego zastępcą. Do obowiązków komendanta należało dbanie o bezpieczeństwo w powiecie i przeprowadzenie corocznego poboru na jego terytorium. W roku 172 w regionie wybuchła rebelia niejakiego Xu Changa i Sun Jian został mianowany majorem (sima) oraz nakazano mu rekrutowanie ludzi na terenie komanderii. Odznaczył się on w trakcie tłumienia trwającego do 174 roku buntu do tego stopnia, że Inspektor (ci shi) prowincji Yang, Zang Min, który był dowódcą ogółu sił w regionie, zarekomendował go w stolicy. W rezultacie cesarski list ustanowił Sun Jiana asystentem (cheng) w powiecie Yandu w komanderii Guangling, w pobliżu dzisiejszego Yanchengu.
Mniej więcej w tym czasie Sun Jian się ożenił. Jego wybranką była Dama Wu (jej imię osobiste jest nieznane), sierota żyjąca ze swoim młodszym bratem Wu Jingiem i innymi krewnymi w Qiantangu, której rodzina posiadała prawdopodobnie nieco wyższy status niż ród Sun. Pierwszym synem z tego małżeństwa był Sun Ce, urodzony w roku 175, drugim zaś Sun Quan, urodzony w roku 182. Później urodzili się jeszcze Sun Yi i Sun Kuang, a Sun Jian uznał jeszcze jednego syna, Sun Langa, którego urodziła inna kobieta, być może oficjalna konkubina. Według różnych źródeł Sun Jian miał także posiadać trzy lub cztery córki, z których tylko jedną urodziła mu Dama Wu. Właśnie ta ostatnia przeszła do historii jako Dama Sun, żona Liu Beia. Imiona osobiste córek Sun Jiana nie są znane. Mimo że Sun Jian posiadał dzieci także z innymi kobietami nie wydaje się by w jego małżeństwie istniały jakieś poważne konflikty. Dama Wu i jej brat Wu Jing mieli lojalnie współdziałać z rodem Sun zarówno za życia Sun Jiana, jak i po jego śmierci. Do roku 184 Sun Jian służył jako asystent kolejno w trzech powiatach: wspomnianym już Yandu, Xuyi i Xiapi. Zarówno Xuyi jak i Xiapi leżały w dzisiejszej prowincji Jiangsu, pierwsze z nich na północ od dzis. miasta o tej nazwie, zaś drugie na wschód od dzisiejszego Pichengu. Xiapi było wówczas stolicą królestwa (wang), i część splendoru jaki otaczał prefekta (ling) tego powiatu musiał także spływać na jego asystenta. Nie zmieniało to faktu że w tych latach Sun Jian nie otrzymał żadnego awansu, ciągle dzierżąc to samo niesamodzielne stanowisko asystenta.

## Walki z Żółtymi Turbanami i komanderia Changsha
Kiedy w roku 184 wybuchło powstanie Żółtych Turbanów Zhu Jun, dowódca jednej z trzech cesarskich armii skierowanych do jego stłumienia, ustanowił Sun Jiana majorem. Ten zebrał około tysiąca ludzi i dołączył do jego sił. Według biografii Sun Jiana z Kroniki Trzech Królestw w trakcie walk z Żółtymi Turbanami miał on odnosić zwycięstwa nad każdym przeciwnikiem z którym walczył oraz odznaczyć się w kończącym kampanię szturmie na zajęte przez powstańców miasto Wan (dzis. Nanyang). Jednak według komentarza Pei Songzhi przynajmniej w jednej z potyczek Sun Jian został ranny i spadł z konia, zaś jego ludzie rozpierzchli się. Znaleziono go później na polu bitwy, zaś wyleczenie rany zajęło około dwóch tygodni. Niemniej nie ulega wątpliwości, że Sun Jian musiał odznaczyć się w walkach z Żółtymi Turbanami, ponieważ po ich zakończeniu jego imię zostało wymienione w listach do cesarza i został on awansowany na majora z samodzielnym dowództwem (biebu sima).
W ósmym miesiącu 185 roku Sun Jian został przydzielony do sztabu Zhang Wena walczącego z rebelią, która wybuchła w prowincji Liang (dzis. Gansu) w zimie 184 i 185 roku. Być może już wcześniej Sun Jian walczył z tymi powstańcami pod dowództwem Huangfu Songa, którego Zhang Wen zastąpił. O udziale Sun Jiana w tej kampanii wiadomo bardzo mało. Jego biografia w Kronice Trzech Królestw koncentruje się przede wszystkim na opisaniu tego, jak Sun Jian miał naciskać na skazanie na śmierć za „butę i niesubordynację” generała (jiangjun) Dong Zhuo. W rzeczywistości Dong Zhuo odnosił największe sukcesy spośród dowódców Zhang Wena i wydaje się, że rzekomo skierowana do tego ostatniego oskarżycielska przemowa Sun Jiana ma charakter apokryficzny. Prawdopodobnie jego biograf chciał pokazać, iż już wtedy przeciwstawiał się on człowiekowi, który w przyszłości miał zabić cesarza i uzurpować sobie faktyczną władzę nad cesarstwem.
W roku 186, Sun Jian powrócił do stolicy, gdzie otrzymał stanowisko zaufanego doradcy (yilang), by po kilku miesiącach zostać mianowanym wielkim zarządcą (tai shou) komanderii Changsha. Było to najwyższe możliwe stanowisko w administracji terytorialnej cesarstwa, a komanderia Changsha, której stolica, Linxiang, leżała nieopodal dzisiejszego miasta Changsha, była jednym z kluczowych regionów cesarstwa.
W tym okresie ludność komanderii była jednak trapiona przez ataki pomniejszych buntowników i zwykłych bandytów, jakich było wielu w różnych regionach Chin po tym jak lokalna administracja została zdezorganizowana przez powstanie Żółtych Turbanów. Sun Jian stosunkowo szybko uporał się z tymi przeciwnikami, nie wahając się interweniować także na obszarze sąsiednich komanderii, mimo że formalnie nie miał do tego prawa. W nagrodę za swoje wysiłki otrzymał on od cesarza tytuł markiza (hou) Wucheng. Tytuł hou był najwyższym jaki mógł otrzymać człowiek nie należący do rodu cesarskiego, i jego posiadanie nie było czymś zwyczajnym nawet wśród wielkich zarządców. Powiat Wucheng leżał w komanderii Wu, na południe od jeziora Tai Hu, i teraz Sun Jian miał prawo do części pochodzących z niego podatków.

## Wojna z Dong Zhuo
Kiedy 13 maja 189 roku zmarł cesarz Ling (168 - 189), jego żona, Cesarzowa He, wraz ze swoim bratem He Jinem, który zajmował stanowisko naczelnego dowódcy (da jiangjun), zapewniła sukcesję swojemu małoletniemu synowi Liu Bianowi (189). Teraz He Jin zamierzał pozbyć się wpływów eunuchów, którzy zdobyli ogromną władzę podczas panowania Lingdi. Ci jednak dowiedzieli się o jego spisku i 22 września 189 roku zamordowali go. W odpowiedzi dowódca He Jina, Yuan Shao, na czele oddziałów gwardii wyruszył na pałac i rozpoczął zabijanie każdego eunucha, którego napotkały jego siły. Powstały w trakcie walk pożar Luoyangu sprowadził do stolicy Dong Zhuo, któremu wcześniej He Jin kazał czekać ze swoją armią kilkadziesiąt kilometrów od miasta, by mógł on wziąć udział w ostatecznej rozprawie z eunuchami. Teraz Dong Zhuo ze swoimi weteranami stał się panem sytuacji. Doprowadził on do detronizacji Liu Biana i zastąpienia go jego młodszym bratem, Liu Xie (189 - 220), i w ciągu kilku następnych miesięcy zabił zarówno cesarzową He, jak i jej syna. Swoją brutalnością Dong Zhuo doprowadził jednak do utworzenia skierowanego przeciwko sobie sojuszu większości pozostałych dowódców armii Hanów, na którego czele stanął Yuan Shao. Ci "lojalni buntownicy" twierdzili, że działają w imieniu ubezwłasnowolnionego cesarza, dążąc jedynie do wyrwania go z rąk Dong Zhuo i przywrócenia należnej mu władzy.
W tej sytuacji Sun Jian zebrał wojska i dołączył do Yuan Shu, kuzyna Yuan Shao, dowodzącego jedną z trzech głównych armii sojuszu, która miała swoją bazę w Luyang w dzisiejszej prowincji Henan. Po drodze Sun Jian zabił Wang Rui, inspektora prowincji Jing, oraz Zhang Zi, wielkiego administratora Nanyangu. Pierwszy z nich niegdyś obraził Sun Jiana, prawdopodobnie czyniąc aluzję do jego niskiego pochodzenia. Kiedy zatem wielki administrator Wuling Cao Yin, również skonfliktowany z Wang Rui, spreparował cesarski rozkaz nakazujący jego egzekucję i wysłał go do Sun Jiana, ten nie badał jego autentyczności, lecz korzystając z okazji podstępnie zaatakował inspektora, ten zaś popełnił samobójstwo. Po przejęciu wojsk zebranych przez Wang Rui Sun Jian wyruszył w dalsza drogę i zachowanie Zhang Zi, przez którego terytorium maszerował, wzbudziło w nim podejrzenia co do jego lojalności wobec sojuszu przeciwników Dong Zhuo. Także jego zatem zabił, przejmując jego żołnierzy. W rezultacie kiedy dotarł on do Yuan Shu stał na czele znacznych sił, według jego biografii liczących dziesiątki tysięcy ludzi, co jednak należy uznać za przesadę.
Yuan Shu mianował go tymczasowym Generałem Dżentelmenów Domostwa (zhonglangjiang) i zarekomendował go na pełniącego obowiązki Generała (jiangjun) i inspektora prowincji Yu. Generał Dżentelmenów Domostwa był dowódcą młodych, szkolących się oficerów oraz gwardii na dworze cesarskim, natomiast takie określenia jak "tymczasowy" czy "pełniący obowiązki" miały oznaczać, że ostatecznego potwierdzenia tych nadań dokona uwolniony cesarz, któremu zostały one "zarekomendowane". Te przydziały oznaczały, iż Sun Jian pod względem swojej władzy zarówno cywilnej, jak i wojskowej, ustępował jedynie samemu Yuan Shu. Sun Jian wyruszył następnie wraz z armią na północ, w kierunku Luoyangu, i wkrótce dotarł do linii przełęczy chroniących stolicę od południa. W tym momencie został on zaatakowany przez armię dowodzoną przez oficerów Dong Zhuo, Xu Ronga i Li Menga, i pokonany musiał uciekać z pola walki chroniąc własne życie. Jeden z członków gwardii przybocznej Sun Jiana, Zu Mao, założył czerwoną czapkę, którą ten zazwyczaj nosił jako oznakę swej godności, i przyciągając tym samym uwagę ścigających umożliwił mu przerwanie linii otaczających go żołnierzy przeciwnika. Niedługo potem siłom Dong Zhuo udało się rozbić także drugą z armii wysłanych przeciwko niemu przez Yuan Shu, która pod dowództwem wielkiego administratora Wang Kuanga zbliżała się do Luoyangu od północnego wschodu.
Zwycięstwo nad Wang Kuangiem okazało się decydujące, jednak zaangażowanie wojsk Dong Zhuo na tym kierunku pozwoliło Sun Jianowi na ponowne zebranie swojej armii i już w marcu 191 roku obozował on niedaleko od miejsca swojej niedawnej porażki, przygotowując się do ponownego ataku na Luoyang. Kiedy zaatakowało go pięć tysięcy ludzi pod dowództwem Hu Zhena i Lü Bu zostali oni kompletnie rozbici. Dong Zhuo wysłał wtedy do niego dwóch wyższych oficerów z propozycją sojuszu, zapewniając iż uczyni on wielkimi administratorami i inspektorami wszystkich krewnych, których ten zarekomenduje. Sun Jian miał jednak odpowiedzieć:
Dong Zhuo obrócił się przeciwko Niebu i zaprzeczył wszystkim prawom. Zniszczył on dom cesarski i obalił jego władzę. Nie spocznę dopóki nie zabiję was i waszych rodzin, jako znak dla świata. Jak mogę zawrzeć pokój i sojusz z wami?.
Mimo to jego dowódca, Yuan Shu, musiał nie być do końca pewien jego intencji. Kiedy jeden z jego oficerów zasugerował mu, że po zdobyciu Luoyangu Sun Jian może zwrócić się przeciwko niemu, ten odciął zaopatrzenie dla niego. Sun Jian przejechał ponad pięćdziesiąt kilometrów w ciągu jednej nocy by przekonać Yuan Shu, iż ten może mu ufać, i dostawy zostały przywrócone. Być może w ten sposób dowódca Sun Jiana chciał jedynie zademonstrować swoją władzę.
Teraz Sun Jian przekroczył przełęcze i zaatakował Luoyang. Obie armie walczyły pośród grobowców cesarskich, przy czym Dong Zhuo ostatecznie ustąpił z pola, wycofując się w kierunku drogi prowadzącej do Chang’anu. Druga armia pod dowództwem Lü Bu czekała na Sun Jiana pod murami miasta, ale i ona została przez niego pokonana. Było to jednak puste zwycięstwo, ponieważ spustoszona przez żołnierzy Dong Zhuo:
Dawna stolica była opuszczona i na obszarze kilkuset li nie było żadnego dymu lub ognia [z zamieszkałego domostwa]. Sun Jian wkroczył do miasta, był smutny i płakał.
Co więcej, militarna pozycja Sun Jiana nie była zbyt mocna, ponieważ po tym jak kilka miesięcy temu została zniszczona armia Wang Kuanga walczył on z Dong Zhuo właściwie samotnie, a teraz wojska tego ostatniego, schowane za ufortyfikowanymi pozycjami na drodze do Chang’anu mogły kontratakować w wybranym przez siebie momencie. Dlatego nie mógł on pozostać długo w Luoyangu. Przed swoim odejściem kazał on naprawić splądrowane groby cesarskie i odprawił ceremonie ofiarną na cześć przodków rodu cesarskiego. To wtedy jeden z jego żołnierzy miał odnaleźć Wielką Pieczęć dynastii Han, zagubioną w trakcie masakry eunuchów w pałacu cesarskim. Według Kroniki Trzech Królestw Sun Jian miał zatrzymać pieczęć, która przeszła potem w ręce jego potomków, cesarzy Wu. Jednak według Księgi Późniejszych Hanów w chwili swojej śmierci w roku 199 Yuan Shu miał ją odesłać cesarzowi Xianowi. O wiele bardziej prawdopodobne wydaje się zatem, że odnalezioną pieczęć Sun Jian oddał swojemu dowódcy, kiedy opuścił stolicę i dołączył do jego obozu w Luyangu.

## Wojna domowa i śmierć
Podczas gdy Sun Jian walczył o Luoyang, doszło do rozpadu koalicji "lojalnych buntowników". Yuan Shu, który uważał siebie za głowę rodu, był zazdrosny o prestiż jakim cieszył się Yuan Shao jako przywódca sojuszu i zaczął rozpowszechniać plotki, według których ten ostatni nie był członkiem rodziny z urodzenia. Kiedy Yuan Shao dowiedział się o tym, wpadł we wściekłość. On z kolei obawiał się, że nie posiada odpowiedniego terytorialnego zaplecza, stąd na początku roku 191 zaplanował atak na obszary kontrolowane przez Yuan Shu. Wybuch konfliktu pomiędzy tymi dwoma przywódcami sojuszu przeciwko Dong Zhuo doprowadził do jego rozpadu i cała równina północno-chińska stała się areną walki pomiędzy konkurującymi ze sobą dowódcami.
Wycofując się z Luoyangu Sun Jian pozostawił wysunięty oddział w mieście Yangcheng, położonym na południowy wschód od dzisiejszego Dengfengu w prowincji Henan, skąd można było obserwować ewentualne działania podejmowane przez Dong Zhuo z zachodu. Teraz Yancheng został zdobyty przez niespodziewany atak Zhou Yu, dowódcy Yuan Shao. Sun Jian szybko przedsięwziął kontratak na pozycje Zhou Yu, i mimo początkowych niepowodzeń, podczas których zginął m.in. Gongsun Yue, kuzyn Gongsun Zana, rządzącego w położonej na północnym wschodzie prowincji Yue, pokonał Zhou Yu w kilku bitwach. Wtedy Yuan Shu przedsięwziął atak na zajmującego Jiujiang brata Zhou Yu, Zhou Anga, i kiedy Zhou Yu zwrócił się na południowy wschód by pomóc bratu został ponownie pokonany. W rezultacie wycofał się on z walki i powrócił do swojej rodzinnej komanderii Kuaiji na zachodnim wybrzeżu Chin.
W tym czasie Yuan Shao nie tylko przegrywał wojnę z Yuan Shu, ale był także narażony na ataki Gongsun Zana, który winił go za śmierć Gongsun Yue. Żeby przeciwstawić się tym przeciwnikom Yuan Shao zawarł przymierze z Liu Biao, który był inspektorem prowincji Jing, obejmującej komanderię Nanyang, ze stolicą w Wan (dzis. Nanyang), i rozciągającej się dalej na południe na tereny dzisiejszych prowincji Hubei i Hunan. Komanderię Nanyang kontrolował jednak Yuan Shu i sojusz z Yuan Shao dawał Liu Biao nadzieję na jej zajęcie i opanowanie rzeczywiście całej prowincji Jing. W Xiangyangu nad rzeką Han, w pobliżu granicy z terytorium Yuan Shu, Liu Biao skoncentrował armię pod dowództwem Huang Zu i kazał mu zaatakować tereny położone po północnej stronie rzeki. Kiedy jednak pod koniec 191 roku Huang Zu przeprawił się ze swoimi siłami został kompletnie rozbity przez Sun Jiana, który potem ścigał go przez rzekę i otoczył Xiangyang, by zapobiec wejściu jego oddziałów do miasta. Część pozostałości armii Huang Zu znalazła schronienie na wzgórzach zwanych Xian Shan, na południe od Xiangyangu. Sun Jian poprowadził oddział lekkiej kawalerii by je stamtąd wyrzucić i w trakcie tej walki poniósł śmierć.
W źródłach zachowały się nieco różne wersje jego śmierci. Według jednej, zginął on od trafienia strzałą, według innej zaś od uderzenia kamienia, który trafił go w głowę zrzucony ze wzniesienia. W każdym razie wydaje się, iż śmierć spotkała go podczas chaotycznej walki w trakcie nocnego pościgu za nieprzyjacielem. Według Kroniki Trzech Królestw Huan Jie, którego Sun Jian rekomendował cesarzowi, kiedy był wielkim administratorem Changsha, udał się do Liu Biao i poprosił go o wydanie ciała Sun Jiana. Liu Biao zgodził się, ale cała sytuacja wskazuje na to, że ciało Sun Jiana wpadło w ręce przeciwnika. Teraz zostało ono zwrócone rodzinie i pochowane w Qu’a w komanderii Danyang, sąsiadującej od wschodu z rodzinną komanderią rodu Sun.